# The House Band
The House Band is een Britse keltische band. Zij spelen muziek uit alle landen die een keltische traditie hebben.
De muzikanten zijn:
- Ged Foley - zang, gitaar, northumbrian smallpipes
- Chris Parkinson - accordeon, harmonica, melodeon, keyboards
- John Skelton - fluit, bombarde, tin-whistle, bodhrán
- Roger Wilson - gitaar, viool zang

## Discografie
- The House Band -     Topic 12TS439
- Pacific -            Topic 12TS445
- Groundwork -         Green Linnet 1132
- Word of Mouth -      Topic 12TS451
- Stonetown  -         Harbourtown HAR019
- Rockall -            Green Linnet
- Another Setting? -   Green Linnet